# Буквоскладальний метод навчання грамоті
Буквоскладальний метод навчання грамоти — застарілий синтетичний метод навчання читання, в основу якого покладено послідовне вивчення букв і складів.
Широко застосовувався в Україні до середини XIX сторіччя.

## Історія
Метод застосовували ще у Стародавній Греції та Стародавньому Римі; у Російській імперії відомий з XVI до середини XIX сторіччя.
Спосіб ґрунтується на сприйнятті тексту як безлічі букв. Вважалося, що букви повністю відповідають звукам. Учні заучували назви букв, складали їх у склади, заучували їх, потім читали «за складами», та був «по верхах» — не називаючи букв і складів. Навчання письма проводилося у такий спосіб, як окрема навичка — спочатку писали літери, потім склади, потім слова. Навчання читання було довгим (до двох років) та було для дітей дуже важким.
Після XVIII сторіччя літературний метод був дещо вдосконалений: з процесу навчання було виключено заучування назв літер і складання їх у склади, учням пропонували вивчати відразу склади. Для вправляння навички з вивчення складів складали дедалі складніші слова. Цей спосіб навчання грамоті отримав назву складового методу.
На зміну цим методам у XIX сторіччі прийшло прогресивніше звукове навчання грамоті.